# Susanne Lingheim
Susanne Lingheim (geb. vor 1977) ist eine schwedische Artdirectorin und Szenenbildnerin, die 1984 einen Oscar für das beste Szenenbild gewann.

## Leben
Susanne Lingheim wirkte zwischen 1977 und 1987 an der szenischen Ausstattung von sieben Filmen mit. Bei der Oscarverleihung 1984 erhielt sie zusammen mit Anna Asp einen Oscar für das beste Szenenbild in dem Film Fanny und Alexander (1982) von Ingmar Bergman mit Bertil Guve, Pernilla Allwin und Allan Edwall.

## Filmografie
- 1977: Hempas bar
- 1979: Repmånad eller Hur man gör pojkar av män
- 1980: Trollsommar
- 1982: Fanny und Alexander
- 1983: P & B
- 1983: Raskenstam
- 1987: Jim & piraterna Blom

## Auszeichnungen
- 1984: Oscar für das beste Szenenbild